# Leanne Del Toso
Leanne Del Toso (nascida em 12 de agosto de 1980) é uma atleta paralímpica australiana que compete na modalidade basquetebol em cadeira de rodas.
Conquistou a medalha de prata nos Jogos Paralímpicos de Verão de 2012 em Londres, com a equipe nacional da modalidade comandada pelo treinador John Triscari.

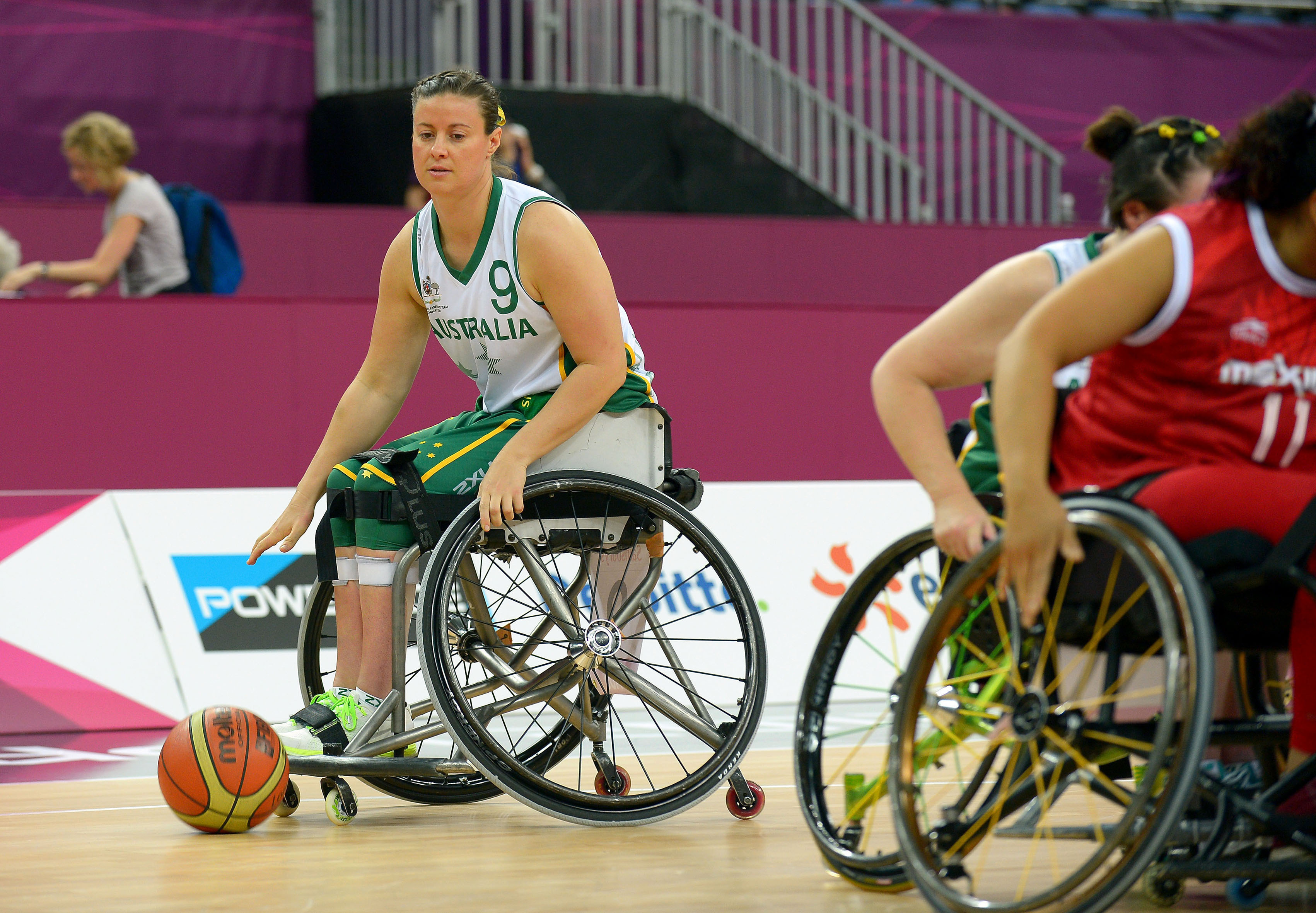
Leanne durante os Jogos Paralímpicos de Londres 2012.